# Władimir Lubimow
Władimir Borisowicz Lubimow (ros. Владимир Борисович Любимов; ur. 7 kwietnia 1981) – rosyjski zapaśnik walczący w stylu klasycznym. Trzeci na wojskowych mistrzostwach świata w 2005. Mistrz Europy juniorów w 2000 roku. Medalista mistrzostw Rosji juniorów.